# 山代之大筒木真若王

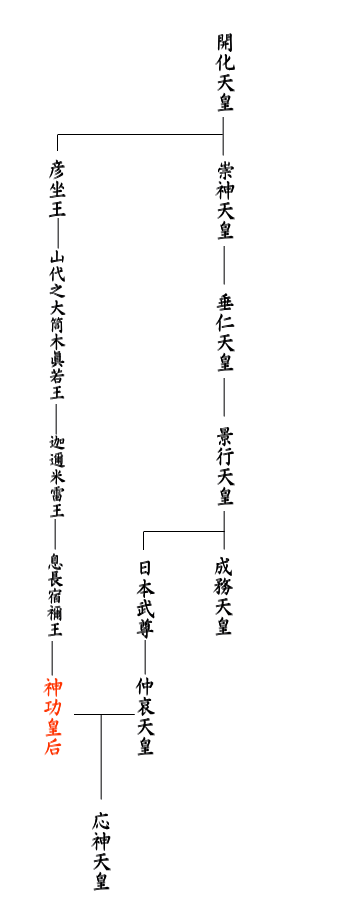
山代之大筒木真若王関係系図

山代之大筒木真若王（やましろのおおつつきまわかのみこ、生没年不詳）は、『古事記』に伝える古墳時代の皇族（王族）。『古事記』によれば、父は彦坐王（ひこいますのみこ）で、母は袁祁都比売命（おけつひめのみこと）。同母弟に比古意須王（ひこおすのみこ）、伊理泥王（いりねのみこ）がいる。また、開化天皇の孫で、神功皇后の曾祖父に当たる。王は伊理泥王の女の丹波能阿治佐波毘売（たにはのあじさはびめ）を妃とし、迦邇米雷王（かにめいかずちのみこ）を儲けた。子はほかに但遅麻国造の祖船穂足尼（『先代旧事本紀』「国造本紀」によれば彦坐王の五世孫）。
王の名は地名に由来しており、『和名類聚抄』に「山城国綴喜郡綴喜、豆々木」（現在の京田辺市普賢寺付近）と見える。なお、同市は市制施行前まで綴喜郡田辺町であった。